# Pseudepidalea raddei
Pseudepidalea raddei är en groddjursart som först beskrevs av Strauch 1876.  Pseudepidalea raddei ingår i släktet Pseudepidalea och familjen paddor. IUCN kategoriserar arten globalt som livskraftig. Inga underarter finns listade i Catalogue of Life.